# Havoc (jeu vidéo)
Pour les articles homonymes, voir Havoc.
Havoc (ou Capt'n Havoc), connu sous le nom High Seas Havoc aux États-Unis et Captain Lang (キャプテン ラング, Kyaputan Rangu) au Japon, est un jeu vidéo de plates-formes sorti en 1994 sur Mega Drive. Le jeu a été développé par Data East puis édité par Codemasters.